# Bildstock (Winterleithen, Winterleithen 2)

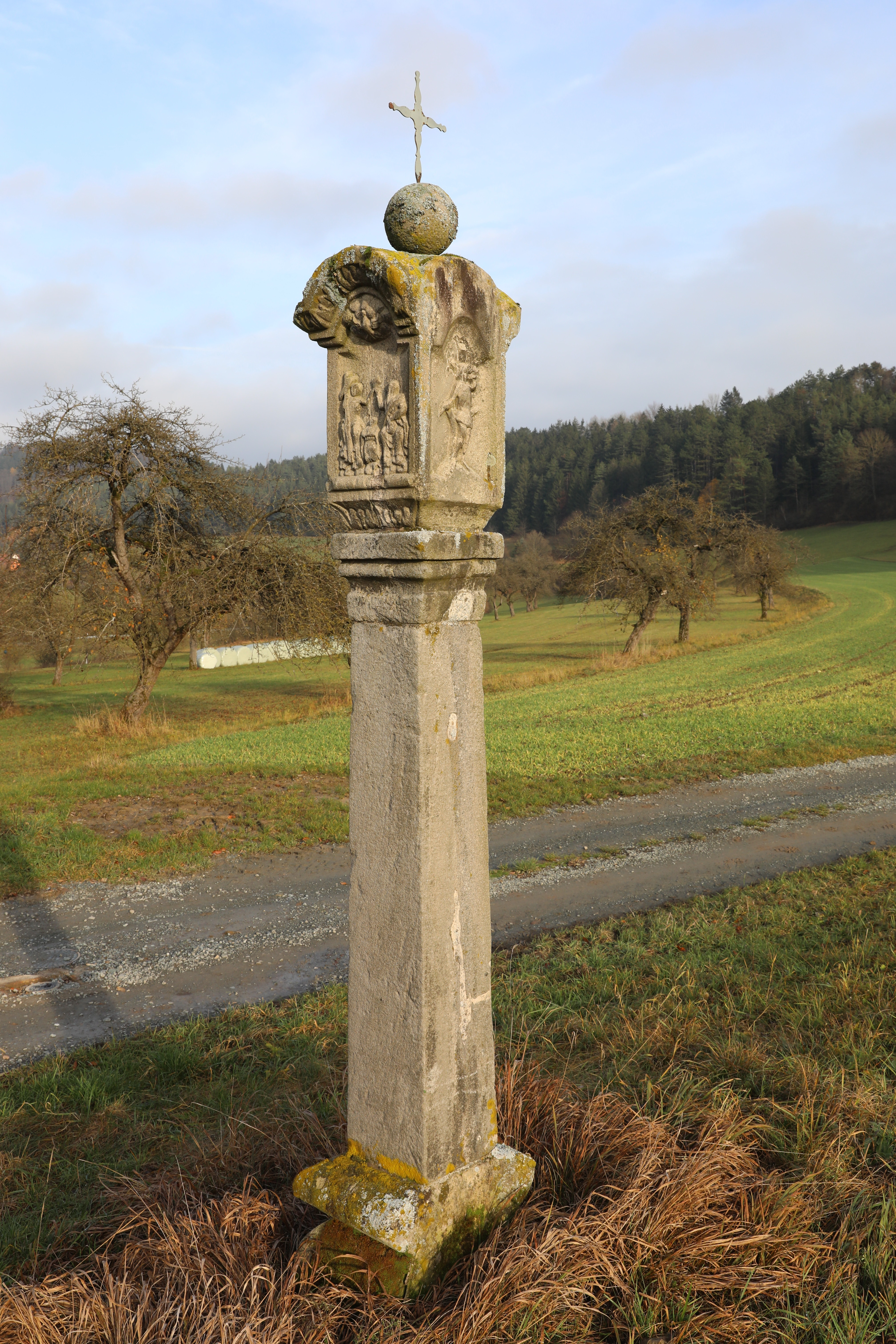
Bildstock bei dem Anwesen Winterleithen 2

Der Bildstock bei dem Anwesen Winterleithen 2 ist ein als Baudenkmal geschütztes Kleindenkmal in Winterleithen, einem zur Gemeinde Wilhelmsthal im oberfränkischen Landkreis Kronach gehörenden Weiler.

## Beschreibung
Dieser in Teilen aus dem 18. Jahrhundert stammende, aus Sandstein gefertigte Bildstock soll an einen Mann erinnern, der nach dem Besuch eines Wirtshauses in Friesen auf dem Heimweg nach Zeyern erfroren sein soll. Der geschwungene Sockel ist an der Nordseite mit der Jahreszahl „1862“ bezeichnet, die an eine Restaurierung erinnert, bei der Sockel und Schaft des eingestürzten Bildstocks erneuert wurden. Der an der Nordseite gefelderte Säulenschaft trägt als Inschrift die Initialen „FWG“ und endet mit einem toskanisierenden Kapitell. Auf dem Kapitell ruht der von eingezogenen Rundbogen geschlossene Aufsatz aus dem 18. Jahrhundert. Die Reliefs an seinen vier Seiten zeigen eine Kreuzigungsgruppe, die Krönung Mariens, den heiligen Sebastian und die Glosberger Muttergottes. Eine Marienstatue in dem nördlich der Kreisstadt Kronach gelegenen Wallfahrtsort Glosberg soll 1727 mehrmals blutige Tränen geweint haben, weshalb dieses Motiv auf zahlreichen Bildstöcken im Frankenwald zu finden ist.